# En Avant de Guingamp 2016-2017
Questa voce raccoglie le informazioni riguardanti l'En Avant de Guingamp nelle competizioni ufficiali della stagione 2016-2017.

## Maglie e sponsor
| Casa | Trasferta |

## Rosa
| N. |                         | Ruolo | Calciatore          |
| -- | ----------------------- | ----- | ------------------- |
| 1  | Svezia (bandiera)       | P     | Karl-Johan Johnsson |
| 2  | RD del Congo (bandiera) | D     | Jordan Ikoko        |
| 3  | Brasile (bandiera)      | D     | Fernando Marçal     |
| 5  | Senegal (bandiera)      | C     | Moustapha Diallo    |
| 6  | Guinea (bandiera)       | D     | Baïssama Sankoh     |
| 7  | Francia (bandiera)      | D     | Dorian Lévêque      |
| 8  | Francia (bandiera)      | C     | Lucas Déaux         |
| 9  | Francia (bandiera)      | A     | Alexandre Mendy     |
| 10 | Francia (bandiera)      | C     | Nicolas Benezet     |
| 11 | Francia (bandiera)      | A     | Sloan Privat        |
| 12 | Belgio (bandiera)       | C     | Nill De Pauw        |
| 14 | Francia (bandiera)      | C     | Sullivan Martinet   |
| 15 | Francia (bandiera)      | D     | Jérémy Sorbon       |

| N. |                    | Ruolo | Calciatore               |
| -- | ------------------ | ----- | ------------------------ |
| 16 | Francia (bandiera) | P     | Théo Guivarch            |
| 17 | Francia (bandiera) | C     | Étienne Didot            |
| 19 | Francia (bandiera) | C     | Yannis Salibur           |
| 21 | Francia (bandiera) | C     | Ludovic Blas             |
| 22 | Francia (bandiera) | D     | Jonathan Martins Pereira |
| 23 | Francia (bandiera) | A     | Jimmy Briand (Capitano)  |
| 24 | Francia (bandiera) | D     | Marcus Coco              |
| 25 | Francia (bandiera) | D     | Reynald Lemaître         |
| 26 | Francia (bandiera) | C     | Thibault Giresse         |
| 27 | Francia (bandiera) | C     | Mathieu Bodmer           |
| 29 | Francia (bandiera) | D     | Christophe Kerbrat       |
| 30 | Francia (bandiera) | P     | Romain Salin             |